# David Lewis-Williams
James David Lewis-Williams, né en 1934 au Cap, est un archéologue sud-africain. Il est connu surtout pour ses recherches sur l'art rupestre san (bochiman) d'Afrique australe, dont il est persuadé d'avoir trouvé une « pierre de Rosette ». Fondateur et ancien directeur du Rock Art Research Institute, il est actuellement professeur émérite d'archéologie cognitive à l'Université du Witwatersrand (WITS). Il est reconnu par la Fondation nationale pour la recherche d'Afrique du Sud (NRF) comme un chercheur international de premier plan, avec l’évaluation A1.